# Амадей VIII
Амадей VIII Миролюбивый (итал. Amedeo VIII di Savoia; 4 сентября 1383 — 7 января 1451, Женева) — граф (с 1416 года герцог) Савойи в 1391—1434 годах, антипапа под именем Феликс V в 1439—1449 годах. Считается последним историческим антипапой.

## Биография
Наследовал своему отцу графу Савойскому Амадею VII. До 1398 года находился под опекой своей бабушки Бонны де Бурбон.
30 октября 1401 года он женился на Марии Бургундской (1386—1422), дочери герцога Бургундского Филиппа II. В 1416 году получил герцогский титул в награду за содействие императору Сигизмунду в борьбе с гуситами. В 1418 году угасла владевшая Пьемонтом линия, и тогда Амадей VIII присоединил Пьемонт к Савойе. Кроме этого, он приобрёл покупкой Верчелли.
В 1434 году Амадей VIII отказался от престола и принял монашество. Базельский собор избрал его на папский престол под именем Феликса V, с надеждой положить конец расколу церкви. Продолжая пребывать в Швейцарии (фактически лишь его наследственные владения признавали его в новом сане), он титуловался папой до 1449 года, когда отказался от сана. В этом же году Базельский собор самораспустился. Признав папу Николая V, Амадей получил от него сан кардинала.
После отречения от престола Амадей VIII избрал местом своего жительства Рипайльское аббатство под Тононом, на берегу Женевского озера. Там он и его наиболее верные спутники учредили рыцарский орден Святого Маврикия.